# Quirks mode
Режим сумісності (англ. Quirks mode) — техніка програмування, що використовується деякими веббраузерами заради підтримки зворотної сумісності з вебсторінками, призначеними для старих браузерів, замість того, щоб суворо дотримуватися W3C і IETF стандартів.
У режимі сумісності браузер ігнорує частину правил CSS, імітуючи поведінку старого рушія. Наприклад, браузер Internet Explorer 6-ї і 7-ї версій відображає документи як Windows Internet Explorer 5; браузери сімейства Mozilla — як Netscape 4.
Перед додаванням doctype, розробникам слід перевірити HTML і CSS код на синтаксичну коректність використовуючи валідатори. Цього може бути недостатньо, позаяк сторінка може бути зверстана покладаючись на речі, які працюють тільки в Quirks Mode. Тому, розробникам варто перевірити сторінку як мінімум в IE 7 і Firefox 2 в Standards Mode, тобто після додавання оголошення doctype.